# Steve Cavanagh
Steve Cavanagh (Belfast, 1976) is een Ierse advocaat en auteur van met name thrillers. 

## Leven en werk
Cavanagh is geboren en getogen in Belfast. Toen hij achttien jaar was ging hij naar Dublin om rechten te studeren. Na zijn afstuderen  praktiseerde hij civiel recht.
In de Eddie Flynnserie is het gelijknamige personage een advocaat en voormalig oplichter uit New York. Dit personage komt in meerdere boeken voor, maar de verhalen zijn opzichzelfstaand.
Met zijn roman The liar heeft hij in 2018 de Gold Dagger Award gewonnen.
Zijn boeken zijn onder meer in het Nederlands vertaald en tevens uitgegeven als luisterboek en e-book.